# H1Z1
H1Z1 er et overlevelses sandbox MMO spil i udviklingen af Daybreak Game Company (tidligere Sony Online Entertainment). H1Z1 er under udvikling til Microsoft Windows og i sidste ende PlayStation 4. 
Spillet foregår i løbet af en zombie apokalypse i landlige USA, hvor spillerne bliver nødt til at overleve mod de naturlige elementer, horder af zombier, og tusindvis af potentielt fjendtlige overlevende gennem interaktion, lede efter om ressourcer, bygge huse og udforske.

## References
1. ↑  SOE spills details on post-apocalyptic MMO H1Z1 heading to PC, PS4

## Eksterne links
- Officiel Hjemmeside (engelsk)